# Comité diplomatique
Le comité diplomatique de l'Assemblée constituante de 1789, puis l'Assemblée législative et enfin de la Convention est constitué pour contrôler la politique étrangère de l’Exécutif en France entre 1789 et 1792. 

## Rôle et influence
Certains[Qui ?] ont fait de ce comité le véritable responsable de la politique extérieure sous la Révolution. La réalité fut plus complexe, et plusieurs périodes sont à distinguer. Ce comité est relativement inexistant  sous une grande partie de la Constituante,  de par l'action de Mirabeau qui tenait à conserver à Louis XVI ses prérogatives sur la diplomatie de la France et poussait l'assemblée à faire une confiance aveugle au ministre des Affaires étrangères du roi. À partir d'avril 1791, toutefois, le comité exerce réellement une  surveillance sur ce ministre des Affaires Étrangères, sous l'influence de Fréteau de Saint Just. Sous la Législative, il relaye fortement le point de vue des fractions les plus bellicistes de la Législative pour aboutir  à la guerre contre l'Autriche. Enfin, sous la République, le Comité diplomatique a été le propagandiste de la ligne politique des Girondins, en matière d'affaires étrangères, avant d’expirer avec eux, en juin 1793.

## Membres du comité au sein de l'Assemblée Constituante
Titulaires :
- Emmanuel Marie Michel Philippe Fréteau de Saint Just (1745 - 1794),
- Honoré-Gabriel Riqueti de Mirabeau (1749 - 1791)
- Louis Marie Florent du Chatelet (1727 - 1793)
- Antoine Barnave (1761 - 1793)
- Antoine Balthazar Joachim d'André

Suppléants
- Pierre-Victor Malouet (1759 - 1825)
- Jacques-François Begouën (1743 - 1831)
- Alexandre de Lameth (1760 - 1829)
- Pierre Samuel du Pont de Nemours (1739 - 1817)
- Jean-Sifrein Maury (1746 - 1817)
- Emmanuel-Joseph Sieyès (1746 - 1836)

## Membres du comité au sein de l'Assemblée Législative(1791-1792)
Il est  composé de 12 membres (puis 18) et de 6 suppléants. Première composition au sein de l'Assemblée législative:
- Jacques Pierre Brissot (1754-1793), écrivain, député de Paris.
- Alexandre Balthasar François Baert (1751-1825), ci-devant baron, député du Pas-de-Calais.
- André Briche (1762-), capitaine d'artillerie et commandant des canonniers de la garde nationale de Strasbourg, député du Bas-Rhin.
- Armand Gensonné (1758-1793), juriste, député de la Gironde.
- François Jaucourt (1757-1852), chevalier de Saint-Louis, colonel de dragons, député de Seine-et-Marne.
- Christophe-Guillaume Koch (1737-1813), professeur d'histoire à Strasbourg, député du Bas-Rhin.
- Pierre-Édouard Lémontey (1762-1826), avocat, député de Rhône-et-Loire.
- Jean-Baptiste Mailhe (1754-1834), juriste, député de la Haute-Garonne.
- Louis Ramond (1755-1827), physicien et géologue, député de Paris.
- Philippe Rühl (1737-1795), député du Bas-Rhin.
- Jean-Louis Schirmer (1739-1814), juge au tribunal de Colmar, député du Haut-Rhin.
- Thomas-François Treil-Pardailhan (1754-1822), chevalier de Saint-Louis, ci-devant baron, député de Paris.

Suppléants :
- Jean Antoine Daverhoult (1756-1792), député des Ardennes.
- Claude Fauchet (1744-1793), évêque constitutionnel et député du Calvados.
- Lazare Nicolas Marguerite Carnot, (1753 - 1823), député du Pas-de-Calais.
- Joseph Delaunay, (1752 - 1794), député de Maine-et-Loire.
- Claude Étienne Téallier (1759 - nov.1791), député du Puy-de-Dôme.
- Louis Dubois-Dubais (1743 - 1834), député du Calvados.
- Jean-Baptiste Collet, député de l'Indre.

Un renouvellement est opéré à deux reprises de ce comité diplomatique. Dans les deux cas, il est procédé en deux étapes : d’abord par un tirage au sort qui exclut la moitié de ses membres (les 25 janvier et 6 juin 1792), puis par l’élection de nouveaux commissaires qui remplacent les membres précédemment exclus(les 2 mars et 17 juillet 1792).
Dans les faits, le renouvellement est très relatif. Par exemple, le 2 mars 1792, quatre des six membres exclus lors du tirage au sort du 25 janvier 1792, sont immédiatement réélus (Ruhl, Lemontey, Jaucourt et Briche). Schirmer est remplacé par le suppléant Daverhoult, et Treil-Pardailhan par le seul nouveau venu, Vincent-Marie de Vaublanc.

## Sources
- Virginie Martin, « Le Comité diplomatique : l’homicide par décret de la diplomatie (1790-1793) ? », La Révolution française - Institut d'histoire de la Révolution française,‎ 2012 (lire en ligne).
- Jean Tulard, Jean-François Fayard et Alfred Fierro, Histoire et dictionnaire de la Révolution française, Paris, Éditions Robert Laffont, 1987, « Comité diplomatique ».